# El conde Tacchia
El conde Tacchia es una película de comedia italiana de 1982, dirigida por Sergio Corbucci e interpretada por Enrico Montesano, Vittorio Gassman y Paolo Panelli. La película está inspirada en la vida de Adriano Bennicelli, apodado el "Conde Tacchia".

## Trama
Hijo de carpintero, Francesco "Checco" Puricelli, apodado el "Conde Tacchia" (por su hábito de dejar las homónimas "tacchie" o cuñas de madera bajo los muebles inestables), sueña con la aristocracia, encarnada en el Príncipe Terenzi, pero deberá hacer cuentas con la dura realidad de una nobleza romana ahora ya decadente y severa.
Su amor entre la plebeya Fernanda y la duquesa Elisa, duelos y fugas, son el filo portante, ubicado en Roma de 1910. Después de una increíble serie de peripecias, Checco recibe el título de Conde de los reyes Vittorio Emanuele III. Después de la muerte del Príncipe Terenzi (víctima de indigestión, junto con el padre de Checco),  hereda las propiedades, las deudas y los títulos nobiliarios. Sin embargo, la nobleza romana no le perdona el origen humilde.
Después de evitar involucrarse en un matrimonio por interés, se alista en el ejército, para partir a  Libia. Durante una acción bélica, se enfrente a las predominantes fuerzas libias. Los oficiales deciden que las tropas italianas cubran, a toda costa, su retirada. Checco, creyendo que esta decisión es cobarde, logra cubrir solo, la retirada del batallón.
Evita la muerte, gracias al afortunado encuentro con un oficial libio, que había ayudados años antes a volver a su propio país. Dado por muerto,  aprovechó la oportunidad para desertar, disgustado con la violencia del conflicto y sobre todo de la hipocresía y cobardía de la clase noble italiana. De vuelta a Trastevere disfrazado de comerciante magrebino, decide comenzar una nueva vida en América con Fernanda, el verdadero amor de su vida.

## Producción

### Tema
La película es completamente inspirada en la vida de Adriano Bennicelli, noble romano que vivió entre 1860 y 1925. La familia Bennicelli se enriqueció con el comercio de la madera, mereciéndose así el apodo de "Tacchia", que en romanesco significa justamente "pieza de madera", apodo, que Bennicelli despreciaba. Terminó por aceptarlo solamente a edad avanzada, dada la popularidad asociada a este. Personaje célebre en la sociedad de Roma , Adriano Bennicelli en 1910, se presentó como diputado, obteniendo, a pesar de esto, solo 83 votos sobre 2694 votantes.

### Reparto
Christian de Sica rechazó participar en la película, prefiriendo rodar Sabor de mar porque consideraba que el proyecto era más adecuado para él y aun siendo consciente de que iba a ganar menos dinero. [sin fuente]
En la escena final el cantante es Álvaro Amici.

### Ubicación
El verdadero palacio del conde Bennicelli, del cual los descendientes son ahora los dueños, es el Palacio del Banco de Santo Espíritu. En la película, la plaza donde se encuentran la tienda y el palacio del príncipe, es la Plaza de los Capizuchhi, ubicada a pocos cientos de metros al oeste del Campidoglio. El palacio homónimo que tiene vista de la plaza, ha sido sede de algunas escenas de la película.

## Estreno
La película fue estrenada en las salas italianas a partir del 23 de diciembre de 1982. En Hungría fue proyectada con el título "Kicsi, de szemtelen", en 29 de mayo de 1986. La película fue también estrenada con el título "Der Graf, der alles kann", en Alemania Este y con el título internacional "Count Tacchia".
La edición del disco digital, DVD, de la película es notablemente cortada: de los 141 minutos originales a solo 118, con el fin de quitar de la película obscenidades. Reduciendo así, la escena del circo y borrando aquella sobre la guerra de Libia. También fue cortada la escena en la que Montesano, escondido en el interior del armario, logra a salir de la casa Savelli sin ser visto por Panelli y Davoli.
La versión completa fue transmitida por primera vez en Rai 2 en dos entregas (martes 22 y miércoles 23 de noviembre de 1983), y sucesivamente (el 30 de diciembre de 2012) en Rai Premium.

## Banda sonora
La banda sonora de la película fue compuesta por Armando Trovajoli. La canción de los títulos del final, N´sai che pacchia, cantada por el mismo Montesano, fue publicada en "7" de General Music, con número de catálogo GM 30004 en 1982. Esto es solo el soporte fonográfico incluido en la banda sonora de la película, que nunca fue publicado.